# Piotr Szczęsny

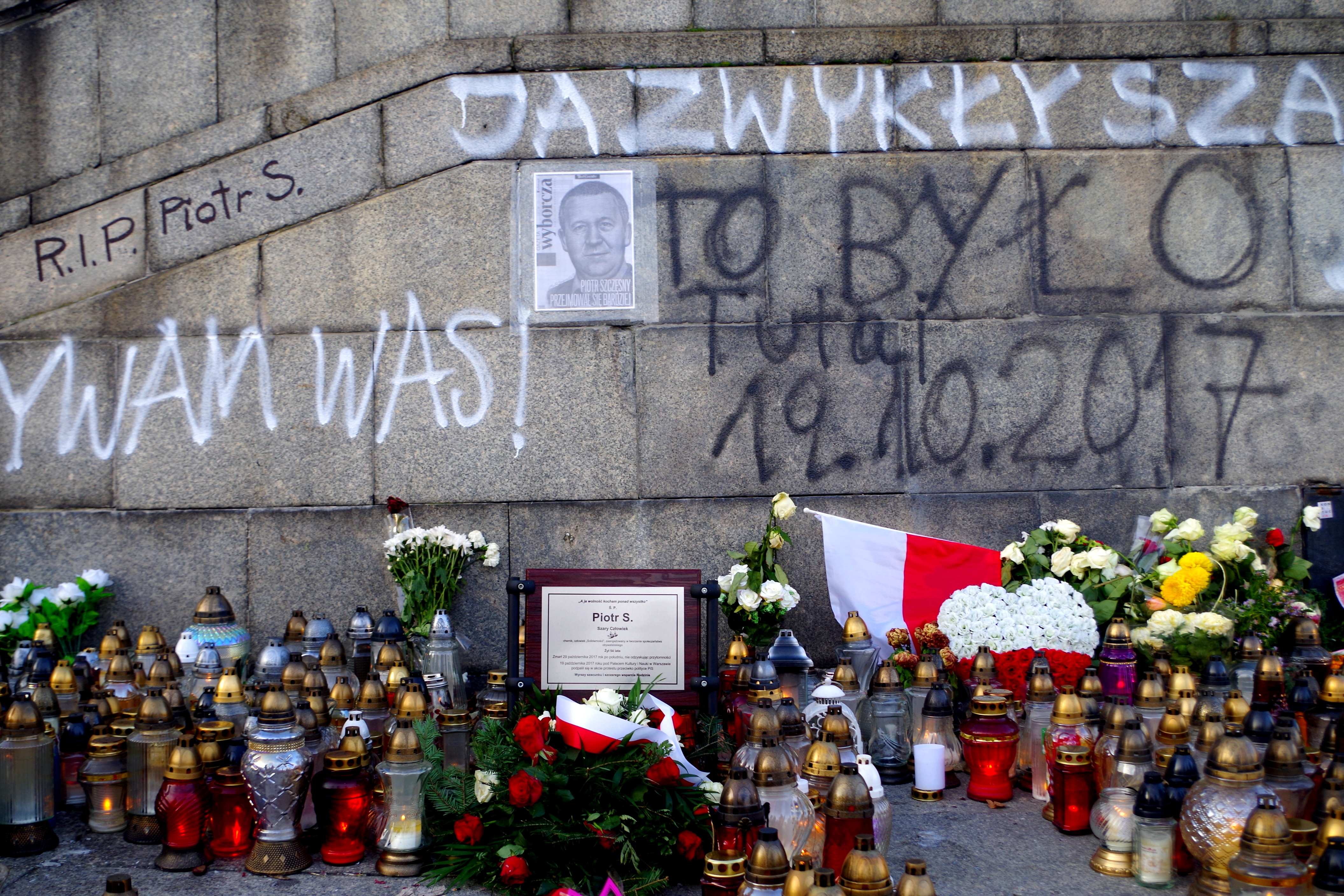
Miejsce samopodpalenia (2017)

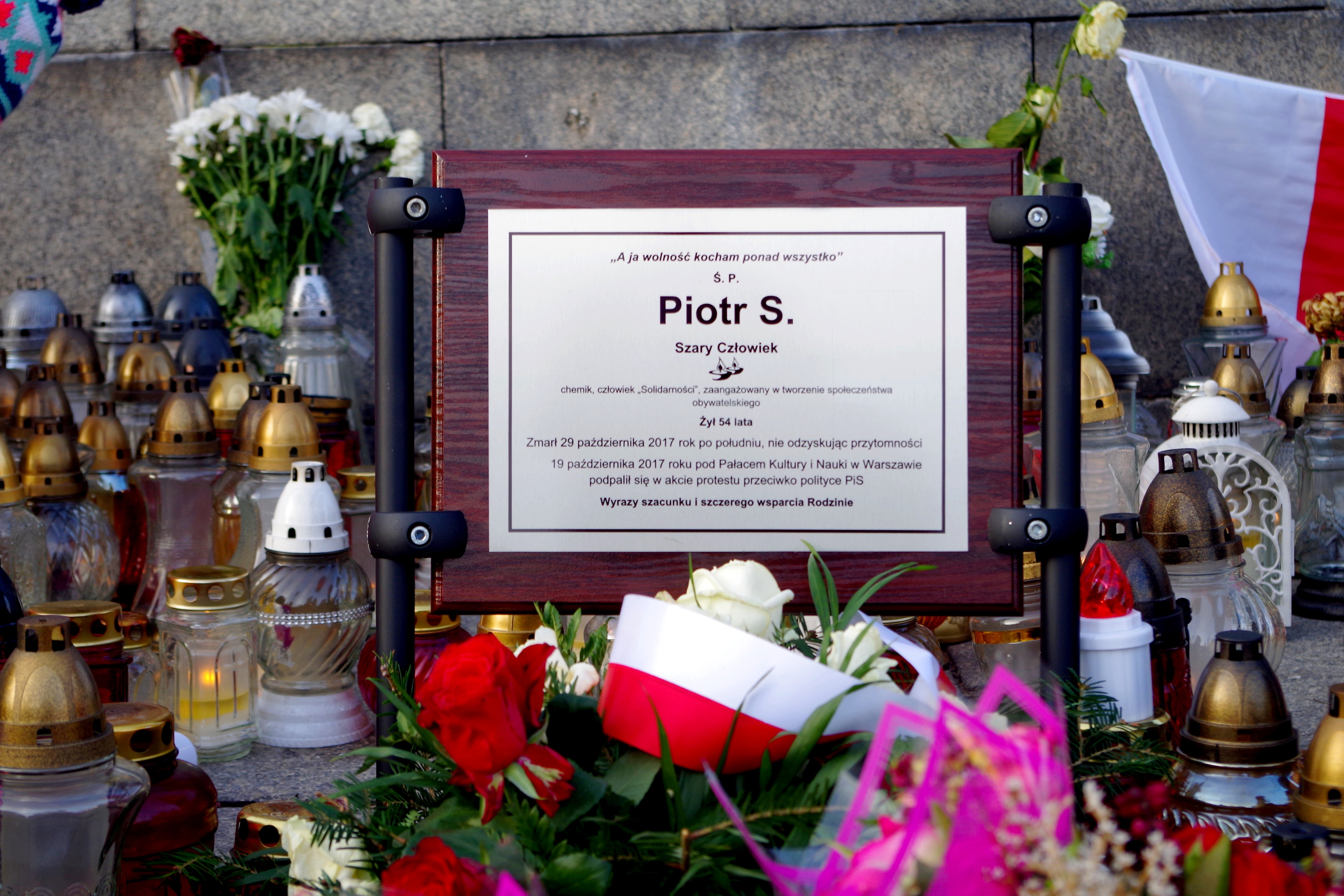
Upamiętnienie Piotra Szczęsnego (2017)

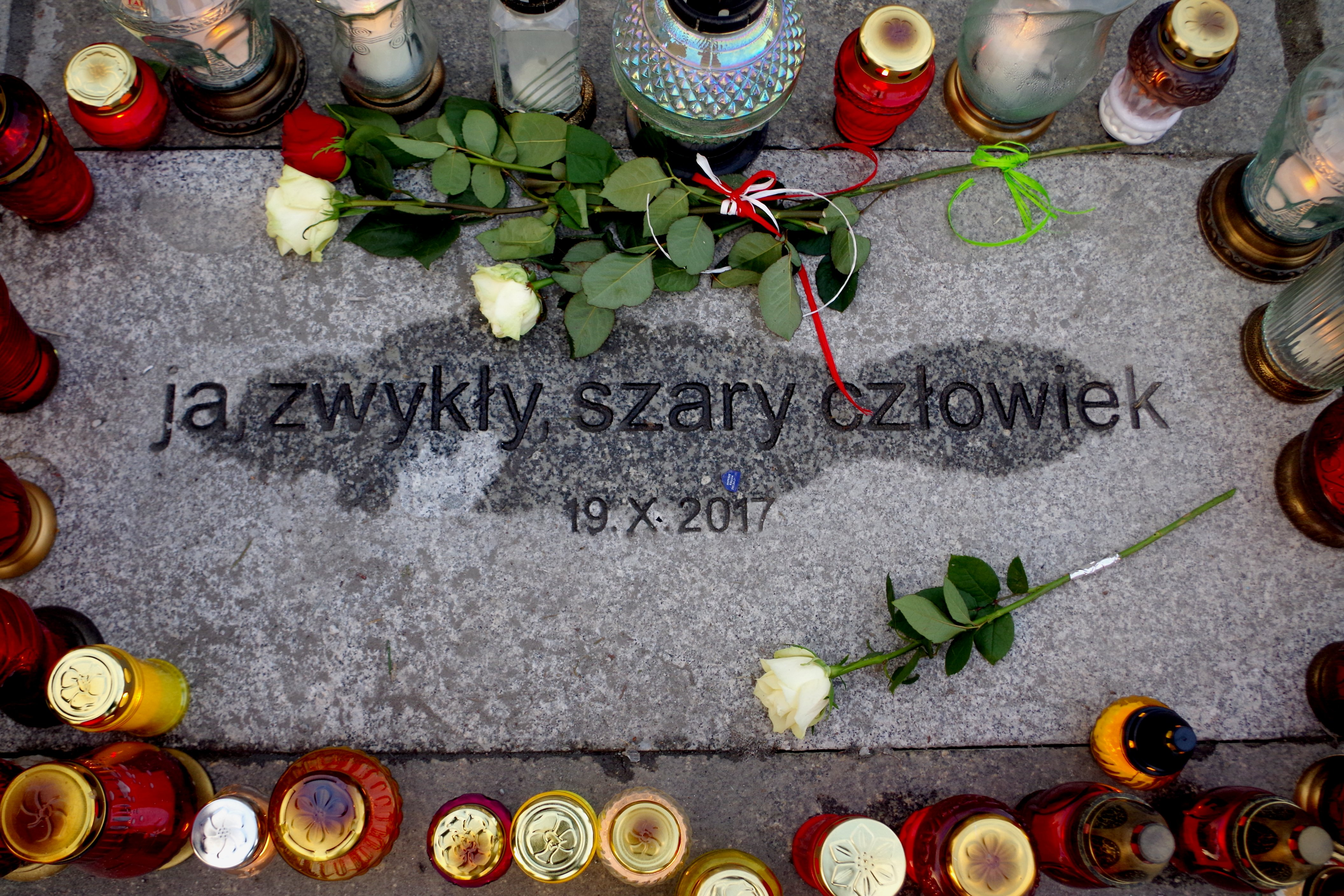
Tablica na placu Defilad

Piotr Paweł Szczęsny (ur. 6 lipca 1963 w Krakowie, zm. 29 października 2017 w Warszawie) – polski chemik i szkoleniowiec, który dokonał aktu samopodpalenia się w proteście przeciwko polityce Prawa i Sprawiedliwości oraz inspirowanej jego zdaniem politycznie dyskryminacji (rasizmowi, homofobii i innym jej formom) w polskim życiu społecznym.

## Życiorys
Urodził się 6 lipca 1963 w Krakowie w rodzinie Pawła i Zofii. Dzieciństwo spędził w Białymstoku. Jako licealista założył opozycyjne stowarzyszenie uczniowskie. W latach osiemdziesiątych był członkiem Niezależnego Zrzeszenia Studentów, działał w Solidarności.
Ukończył studia chemiczne na Uniwersytecie Jagiellońskim. Po studiach został asystentem na Wydziale Chemii UJ, rozpoczął także studia doktoranckie. Po 1989 odszedł z uczelni i był współzałożycielem wydawnictwa publikującego książki m.in. z dziedziny chemii. Następnie pracował jako specjalista IT i DTP w międzynarodowym projekcie Local Enviromental Managment Project realizowanym przez USAID. Od 1994 zajmował się szkoleniami, zwłaszcza w sektorze pozarządowym. W latach 2000–2016 był prezesem zarządu spółki LEM Projekt z branży edukacyjnej. Ukończył studia podyplomowe na Uniwersytecie Warszawskim i Wyższej Szkole Europejskiej w Krakowie oraz kursy i szkolenia związane z doradztwem zawodowym. Pracował jako trener, doradca i konsultant biznesu, samorządów oraz organizacji pozarządowych. Był autorem publikacji na temat zarządzania relacjami z klientem urzędu. W 2016 zamknął swoją firmę.
Był członkiem stowarzyszenia Mensa Polska oraz dwóch stowarzyszeń branżowych.

### Samopodpalenie
19 października 2017 pojawił się na warszawskim placu Defilad, puścił z głośnika piosenkę Kocham wolność zespołu Chłopcy z Placu Broni, rozrzucił wokół siebie ulotki ze swoim manifestem, mówił przez megafon, że protestuje przeciwko łamaniu przez rząd wolności obywatelskich. Następnie oblał się substancją łatwopalną i podpalił się krzycząc: „Protestuję!”. Został ugaszony przez przechodniów i zabrany do szpitala. Początkowo w mediach był określany jako Piotr S. lub Szary Człowiek.

### Manifest
Prace nad swoim manifestem rozpoczął w marcu 2017. Krytycznie odniósł się w nim do rządów Prawa i Sprawiedliwości, protestował m.in. przeciwko ograniczaniu wolności obywatelskich, łamaniu konstytucji i zasad demokracji, niszczeniu przyrody, a także dyskryminacji mniejszości, marginalizacji roli Polski na arenie międzynarodowej oraz używaniu w debacie publicznej języka nienawiści. Określił siebie jako „szary człowiek”, podobnie jak w swym ostatnim liście filozof Ryszard Siwiec, który podpalił się podczas uroczystości dożynek na Stadionie Dziesięciolecia w Warszawie w proteście przeciwko inwazji wojsk Układu Warszawskiego na Czechosłowację w 1968. Zostawił również „list do mediów”, który po samopodpaleniu jego rodzina przekazała redaktorom portalu oko.press.

### Śmierć i pogrzeb

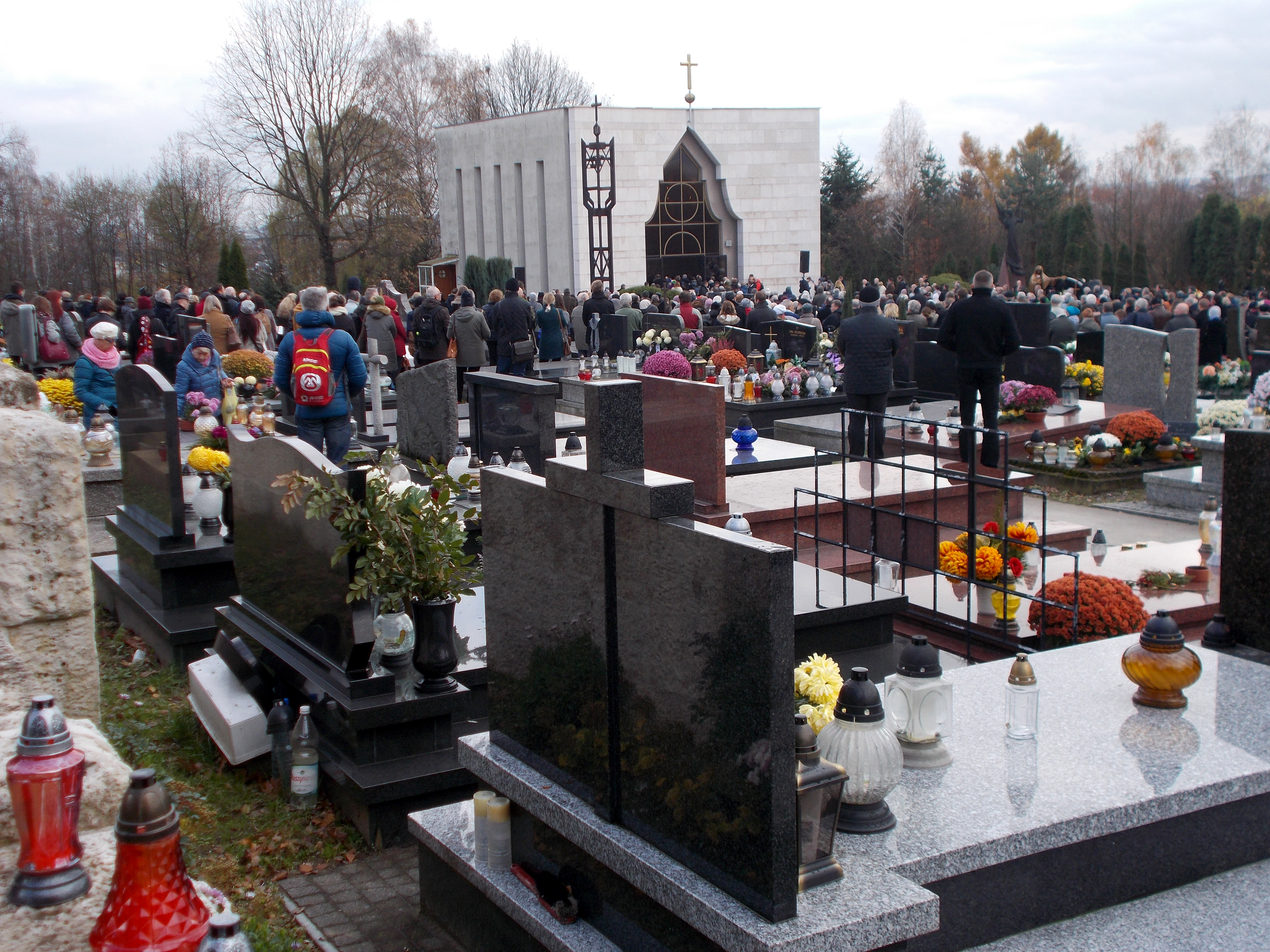
Pogrzeb Piotra Szczęsnego na cmentarzu salwatorskim w Krakowie

W wyniku samopodpalenia znalazł się w stanie krytycznym w szpitalu Dzieciątka Jezus w Warszawie. Miał poparzone 60% powierzchni ciała. Zmarł po południu 29 października, nie odzyskawszy przytomności. Został pochowany 14 listopada na Cmentarzu Salwatorskim w Krakowie, mszę świętą koncelebrowali bp Tadeusz Pieronek i ks. Adam Boniecki, a ks. Wojciech Lemański odczytał fragment Ewangelii. W pogrzebie wzięło udział kilka tysięcy osób.

## Życie prywatne
Miał dwóch braci: Artura oraz Mariusza. Od studiów mieszkał w Krakowie, następnie w Niepołomicach. W 1985 ożenił się z koleżanką ze studiów Ewą, z domu Negrusz, wnuczką Romana Negrusza. Mieli dwoje dzieci: Krzysztofa i Zofię (ur. 1989). Od ok. 2009 chorował na depresję, jednak w swoich listach prosił, aby nie łączyć jego czynu z tą chorobą.

## Oddźwięk i upamiętnienie

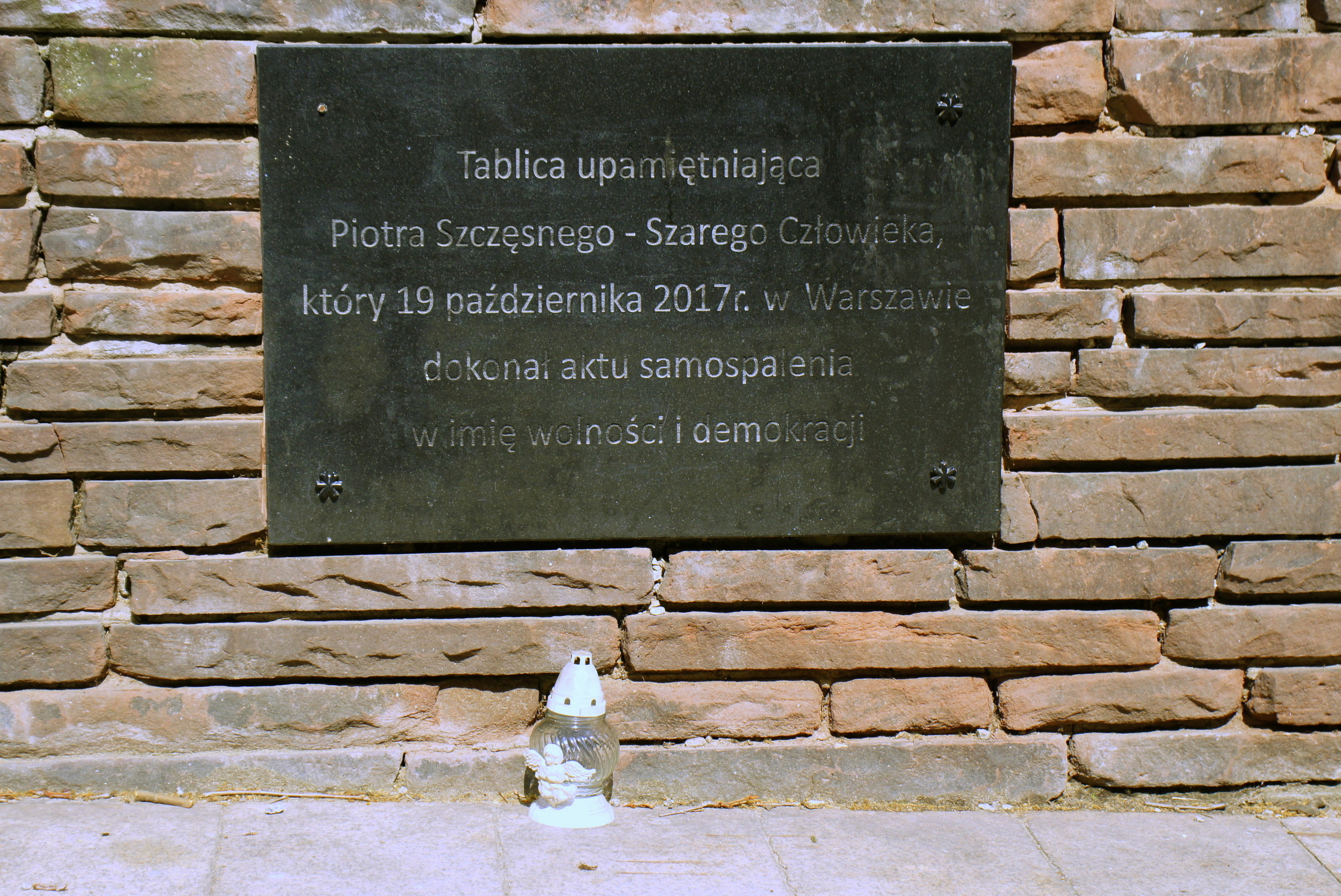
Tablica na placu Wolności w Poznaniu

Czyn Piotra Szczęsnego i jego manifest były szeroko komentowane w mediach polskich i międzynarodowych przez polityków, dziennikarzy, duchownych i inne osoby życia publicznego.
19 października wieczorem odbyła się na placu Defilad spontaniczna manifestacja, na której odczytano list Piotra Szczęsnego.
Wkrótce po samopodpaleniu, w różnych miejscach Warszawy (m.in. na placu Defilad, przed siedzibą PiS na ul. Nowogrodzkiej oraz przed domem Jarosława Kaczyńskiego) pojawiały się na murach i chodnikach cytaty z listu Piotra Szczęsnego bądź napisy 19 X 2017. Pamiętamy. 2 listopada, w Zaduszki, na placu Defilad odbyło się spotkanie upamiętniające Piotra Szczęsnego, na które zapraszali m.in. Maja Komorowska, prof. Maria Janion oraz ks. Wojciech Lemański, zaś fragmenty jego listu odczytał Bartłomiej Topa. W tym samym dniu pamięć zmarłego uczczono we Wrocławiu. Marsze milczenia przeszły ulicami Warszawy i Torunia.
8 listopada, na wniosek Marka Sowy, Sejm Rzeczypospolitej Polskiej VIII kadencji uczcił pamięć Piotra Szczęsnego minutą ciszy. 15 listopada, decyzją władz samorządowych Warszawy, na placu Defilad została zamontowana tablica z napisem „ja zwykły szary człowiek. 19 X 2017”. Tego samego dnia Janusz Lewandowski przywołał słowa Szczęsnego podczas debaty w Parlamencie Europejskim na temat praworządności w Polsce.
Dawny działacz opozycji Wiesław Zabłocki przekazał rodzinie Piotra Szczęsnego swój Krzyż Kawalerski Orderu Odrodzenia Polski. Od października 2017 list Piotra Szczęsnego był codziennie odczytywany podczas protestów na rynku w Cieszynie, a na jego grobie i w miejscu, gdzie się podpalił, cały czas pojawiały się znicze. 29 czerwca 2018, w dniu imienin Piotra, przy studzience Badylaka w Krakowie odbyła się uroczystość go upamiętniająca.
Rodzina zmarłego planowała założenie fundacji, która będzie uczyła, czym jest społeczeństwo obywatelskie.
20 listopada 2017 na stronie suicydologia.org opublikowano oświadczenie psychiatrów (z Zespołu Roboczego ds. prewencji samobójstw i depresji przy Radzie ds. Zdrowia Publicznego przy Ministerstwie Zdrowia, Polskiego Towarzystwa Suicydologicznego, Polskiego Towarzystwa Psychiatrycznego i grupy ekspertów zaangażowanych w zapobieganie samobójstwom w Polsce) w sprawie dyskusji medialnej wokół samospalenia Piotra Szczęsnego z apelem ws. śmierci Piotra Szczęsnego by nie wykorzystywać takich tragedii politycznie i gdzie zapisano "Uważamy, że tragiczne próby pozbawienia się życia i samobójstwa nie powinny być wykorzystywane jako argument w żadnej dyspucie politycznej.
19 października 2018 o godz. 16:30 na placu Defilad zebrali się ludzie, by uczcić pamięć Piotra Szczęsnego, wśród nich Agnieszka Holland, Krystyna Janda, Rafał Trzaskowski, Adam Michnik, ks. Wojciech Lemański i Hanna Gronkiewicz-Waltz. Odśpiewano kilka utworów Jacka Kaczmarskiego.
2 czerwca 2019 na Placu Wolności w Poznaniu oraz 14 listopada 2019 w Katowicach odsłonięto pamiątkowe tablice mu poświęcone.
21 grudnia 2019 odbyło się na placu Defilad spotkanie wigilijne, podczas którego wspominano Szczęsnego. Przemawiał m.in. Igor Tuleya.
23 kwietnia 2021, z inicjatywy małopolskiego Komitetu Obrony Demokracji przy ul. Karola Olszewskiego w Krakowie zasadzono Dąb Pamięci Piotra Szczęsnego.
19 października 2022, w piątą rocznicę protestu, po raz kolejny odbyła się nawiązująca to tego zdarzenia inscenizacja „Płoniemy”. W jego trakcie Krystyna Janda odczytała fragment homilii ks. Bonieckiego z pogrzebu Piotra Szczęsnego.
7 października 2023 w Parku im. Stanisława Moniuszki w Łodzi, dzięki inicjatywie stowarzyszenia Nowoczesna Łódź, zasadzono pamiątkowe drzewo oraz odsłonięto tablicę wspominającą Piotra Szczęsnego.
Jego manifest został przytoczony przez Donalda Tuska w exposé, wygłoszonym przed zaprzysiężeniem jego trzeciego rządu 12 grudnia 2023.

### Upamiętnienie w kulturze
Już 20 października poeta Jarosław Mikołajewski opublikował w „Gazecie Wyborczej” wiersz Do człowieka, który podpalił się pod Pałacem Kultury w czwartek 19 października 2017. Piotr Bukartyk poświęcił Szczęsnemu utwór W środku miasta. W listopadzie bard Jacek Kleyff nagrał piosenkę Piotr S.. Oparty na rumuńskiej melodii ludowej utwór został opublikowany w serwisie YouTube.
W lutym 2018 na scenie monachijskiego teatru Münchner Kammerspiele zaprezentowany został spektakl „1968. Okupacja Kammerspiele”, stworzony przez reżyserów z wielu krajów; w projekt zaangażowana była noblistka Elfriede Jelinek. Polska część przedstawienia wyreżyserowana przez Wojtka Klemma oparta została na przesłaniu Piotra Szczęsnego. W postać Szczęsnego wcielił się Stefan Merki, szwajcarski aktor teatralny i filmowy.